# Галбонеду (Сасари)
Галбонеду је насеље у Италији у округу Сасари, региону Сардинија.
Према процени из 2011. у насељу је живело 27 становника. Насеље се налази на надморској висини од 30 м.